# Tephrelalis sexincisa
Tephrelalis sexincisa är en tvåvingeart som beskrevs av Valery Korneyev 1993. Tephrelalis sexincisa ingår i släktet Tephrelalis och familjen borrflugor. Inga underarter finns listade i Catalogue of Life.